# 壮族哭嫁歌
壮族哭嫁歌也叫“伴离歌”、“伴嫁歌”、“送嫁歌”、“送老”（取义“送姑娘去与丈夫百年偕老”）是一种壮族礼俗歌曲，在广西南宁、钦州和百色等地区流传。婚礼前一夜，新娘穿新衣，邻里姐妹通宵陪伴而歌。有新娘独唱、姐妹或母女对唱等形式。
哭嫁歌的曲调为五声商调式，层级递进，乐段结构为上下旬，曲调流畅、纯朴、哀伤。词七言四句，通常是即兴创作。内容以斥媒人、骂接亲、叹祖宗、怨父母为主。（如《姐妹难离分》中唱到“油茶点灯灯花新，今夜姐妹难离分。明天花轿抬姐去，在家姐妹泪淋淋”）